# Potjalitsa
Potjalitsa (ryska: Почалица) är ett vattendrag i Belarus.   Det ligger i voblasten Vitsebsks voblast, i den nordöstra delen av landet, 200 km öster om huvudstaden Minsk.
Omgivningarna runt Potjalitsa är en mosaik av jordbruksmark och naturlig växtlighet. Runt Potjalitsa är det ganska tätbefolkat, med 104 invånare per kvadratkilometer.